# Municipio de Nodaway (condado de Nodaway)
El municipio de Nodaway (en inglés: Nodaway Township) es un municipio ubicado en el condado de Nodaway en el estado estadounidense de Misuri. En el año 2010 tenía una población de 843 habitantes y una densidad poblacional de 6,99 personas por km².

## Geografía
El municipio de Nodaway se encuentra ubicado en las coordenadas 40°26′29″N 95°0′56″O / 40.44139, -95.01556. Según la Oficina del Censo de los Estados Unidos, el municipio tiene una superficie total de 120.61 km², de la cual 120,45 km² corresponden a tierra firme y (0,14 %) 0,16 km² es agua.

## Demografía
Según el censo de 2010, había 843 personas residiendo en el municipio de Nodaway. La densidad de población era de 6,99 hab./km². De los 843 habitantes, el municipio de Nodaway estaba compuesto por el 98,93 % blancos, el 0,12 % eran de otras razas y el 0,95 % eran de una mezcla de razas. Del total de la población el 0,59 % eran hispanos o latinos de cualquier raza.